# Koshi Inaba
Koshi Inaba nato Hiroshi Inaba (稲葉浩志; Tsuyama, 23 settembre 1964) è un cantante e polistrumentista giapponese.
Dal 1988 è uno dei due componenti del gruppo rock B'z insieme a Tak Matsumoto.

## Discografia solista
Album
- 1997 - マグマ (Magma)
- 2002 - 志庵 (Shian)
- 2004 - Peace of Mind
- 2010 - Hadou
- 2014 - Singing Bird